# Temple de Salt Lake City
Le temple de Salt Lake est le bâtiment central de Temple Square à Salt Lake City, dans l'Utah. Il est le plus grand (de plus de 130 dans le monde) et le plus connu des temples de l’Église de Jésus-Christ des saints des derniers jours. Il est le sixième temple construit par l'église et le quatrième temple en fonction construit depuis l’exode des pionniers mormons de Nauvoo (Illinois) vers la vallée du Grand Lac Salé.
Le temple évoque le Temple de Salomon et est orienté vers Jérusalem. Le grand bassin utilisé comme fonts baptismaux est monté sur le dos de douze bœufs comme la mer de bronze dans le Temple de Salomon.

## Construction et dédicace

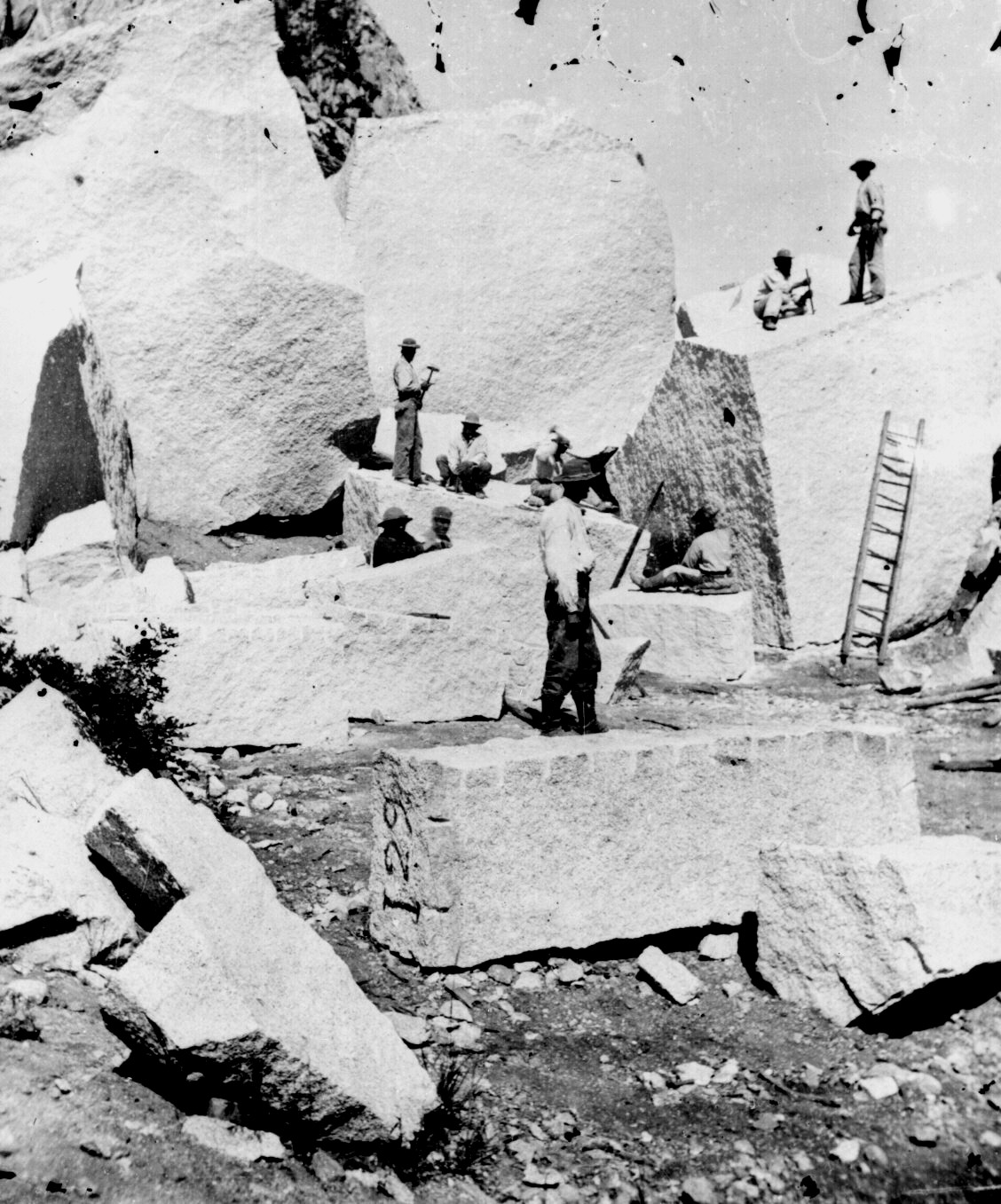
Extraction de roches à Little Cottonwood Canyon.

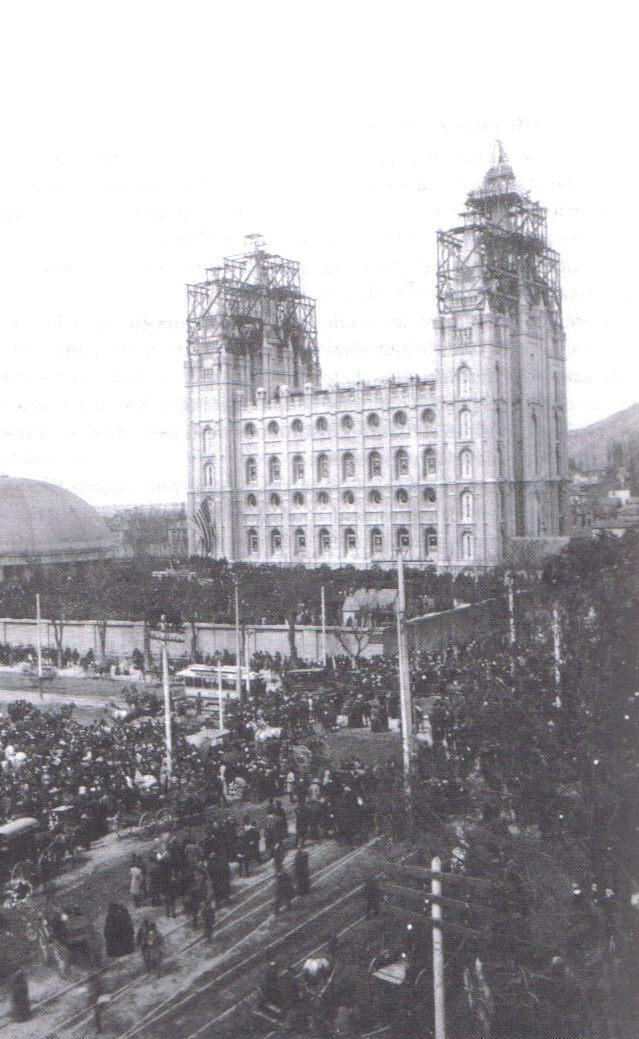
Pose de la dernière pierre du temple de Salt Lake, 6 avril 1892.

En 1847, quatre jours après leur arrivée dans la vallée de Salt Lake, les pionniers mormons entreprirent de nouveau la construction d'un temple qui dura près de 40 années, le Temple de Salt Lake dont l'emplacement a été désigné le 28 juillet 1847 par Brigham Young, deuxième président de l'Église. Il désigne alors son beau-frère, l'architecte Truman O. Angell (en) comme concepteur de l'édifice, mais l'envoya néanmoins en Europe afin que celui-ci puisse étudier les grandes cathédrales et des structures religieuses de la Renaissance. Le site du temple a été dédicacé 14 février 1853. Brigham Young a posé la première pierre lors d’une cérémonie le 6 avril de cette même année.
Le grès a été utilisé à l'origine pour les fondations. Au cours de la guerre de l'Utah qui opposa les mormons au gouvernement fédéral, les fondations ont été ensevelies pour les faire ressembler à un champ labouré afin d’éviter d’attirer l'attention des troupes de l'Union. Après que les tensions eurent diminué en 1858, les travaux reprirent mais on découvrit que de nombreuses pierres de la fondation s'étaient fendues, ce qui les rendait inutilisables. Le grès défectueux a été remplacé par le quartz monzonite (en) (ayant l'apparence du granit) de Little Cottonwood Canyon (en), située à 32 km au sud-est du temple. Ces pierres ont d'abord été transportées par des bœufs, puis, après l'achèvement du premier chemin de fer transcontinental en 1869, par le train à un rythme beaucoup plus rapide.
La clé de voute a été posée le 6 avril 1892 par le biais d'un moteur électrique et d’un interrupteur actionné personnellement par Wilford Woodruff, le quatrième Président de l’Église, complétant ainsi les travaux sur le temple de l'extérieur. Lors de cette cérémonie, le président Woodruff proposa que l'intérieur du bâtiment soit terminé dans un délai d'un an, permettant ainsi que le temple soit dédicacé quarante ans après le début des travaux. John R. Winder (en) supervisa l'achèvement de l'intérieur prévu au calendrier ; il servit en tant que membre de la présidence du temple jusqu'à sa mort en 1910. Le Président Woodruff consacra le temple le 6 avril 1893, le jour même du quarantième anniversaire de pose de la première pierre.

## Nom officiel
Au début des années 2000, la construction de temples mormons s’accélérait de manière spectaculaire. L'Église décida d'édicter une règle commune pour la dénomination de tous les temples actuels et futurs. Ainsi, pour ceux situés aux États-Unis et au Canada, le nom du temple est généralement celui de la ville suivi par le nom de l'État ou de la province (sans virgule) dans laquelle il se trouve. Pour les temples hors des États-Unis et du Canada, le nom du temple est généralement le nom de la ville, suivi par le nom du pays. 
Toutefois, pour des raisons au sujet desquelles l'Église n'a pas donné de détails (peut-être en raison de l'importance historique du temple), le nom officiel du temple de Salt Lake fait exception à cette nouvelle règle et n'a pas été rebaptisé Salt Lake City, Utah Temple.

## Architecture et symbolisme

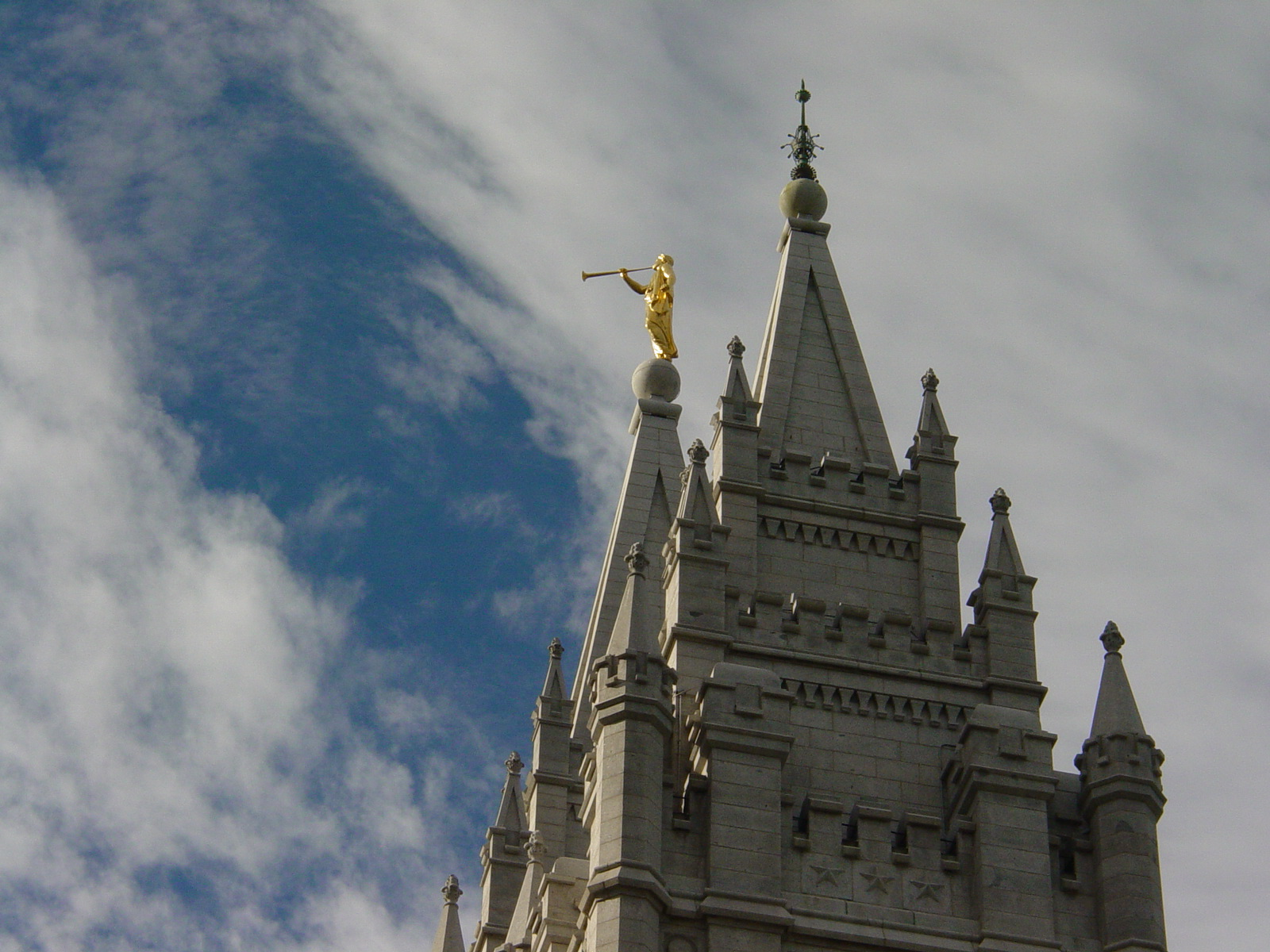
L'ange Moroni et détails des tours du temple.

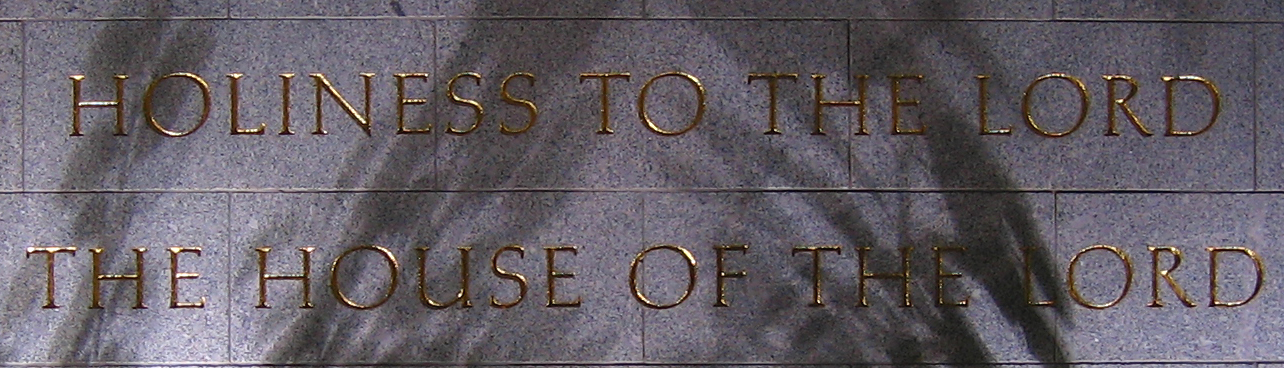
Entrée nord du temple, Holiness to the Lord, the house of the Lord (Sainteté au Seigneur, la maison du Seigneur).

Le bâtiment du temple dispose de six flèches, suggérant l’architecture gothique et d'autres styles classiques, mais reste unique, distinctive et symbolique. Il dispose de quatre salles d’ordonnances successives et de douze salles de scellement. Les murs du Temple de Salt Lake sont de neuf pieds (2,4 m) d'épaisseur à la base et de six pieds (1,83 m) d'épaisseur au sommet.
Il a été le premier temple orné à son sommet de l’imposante statue de l’ange Moroni créée par le sculpteur formé à Paris, Cyrus E. Dallin. Précédemment, le temple de Nauvoo (en) supportait une girouette figurant un ange volant. L’installation d’autres statues se poursuivra par la suite sur presque tous les temples d’après ce schéma. L'ange Moroni représente un messager de la restauration de l'évangile et un héraut de la seconde venue de Jésus-Christ : « le Fils de l'homme viendra, et il enverra ses anges avant lui, avec un grand bruit de trompette, et il rassemblera ses élus des quatre coins de la terre » (JS-M 1:37).
Le temple de Salt Lake se caractérise par des peintures murales de styles successifs dans les quatre salles d’ordonnances, à l'exclusion de la salle Terrestre et de la salle céleste, qui sont ornées en style Renaissance française.
Il s'agit de l’ornementation de temple la plus symbolique de tous les temples construits, surpassant les motifs spirituels du temple de Nauvoo.
Les tours du temple est et ouest représentent la prêtrise de Melchisédek et la prêtrise d'Aaron, tout comme les chaires est et ouest des Assembly Hall de Kirtland et Nauvoo.
D’autres symboles ont été ajoutés aux tours.
Les tours de la façade est représentent la Première Présidence de l'Église, la fonction la plus élevée de la Prêtrise de Melchisédek. Les tours ouest représentent l’Épiscopat Président, la plus haute charge de la prêtrise d’Aaron.
Il y a douze pinacles sur chaque tour, les pinacles est, représentant l’office du Douze Apôtres, et les pinacles ouest représentant le Grand Conseil.
Les remparts entourant le temple symbolisent la séparation d'avec le monde et une protection des saintes ordonnances du monde extérieur.

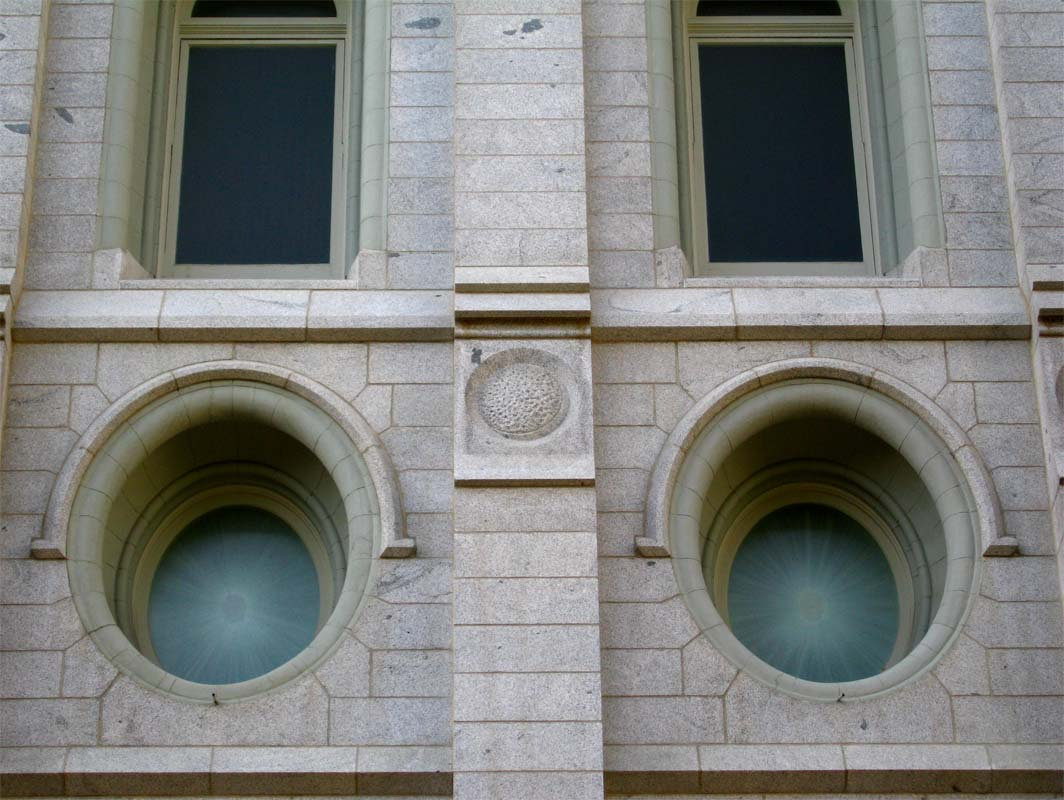
Terre de pierre.

À la base de chaque contrefort est une terre de pierre, représentant la Terre, le « marchepied de Dieu ». La terre elle-même est dans un état téleste, mais transitera vers un état terrestre, et finalement, avec l'avènement du Millénium recevra enfin sa gloire céleste à la fin des mille ans.

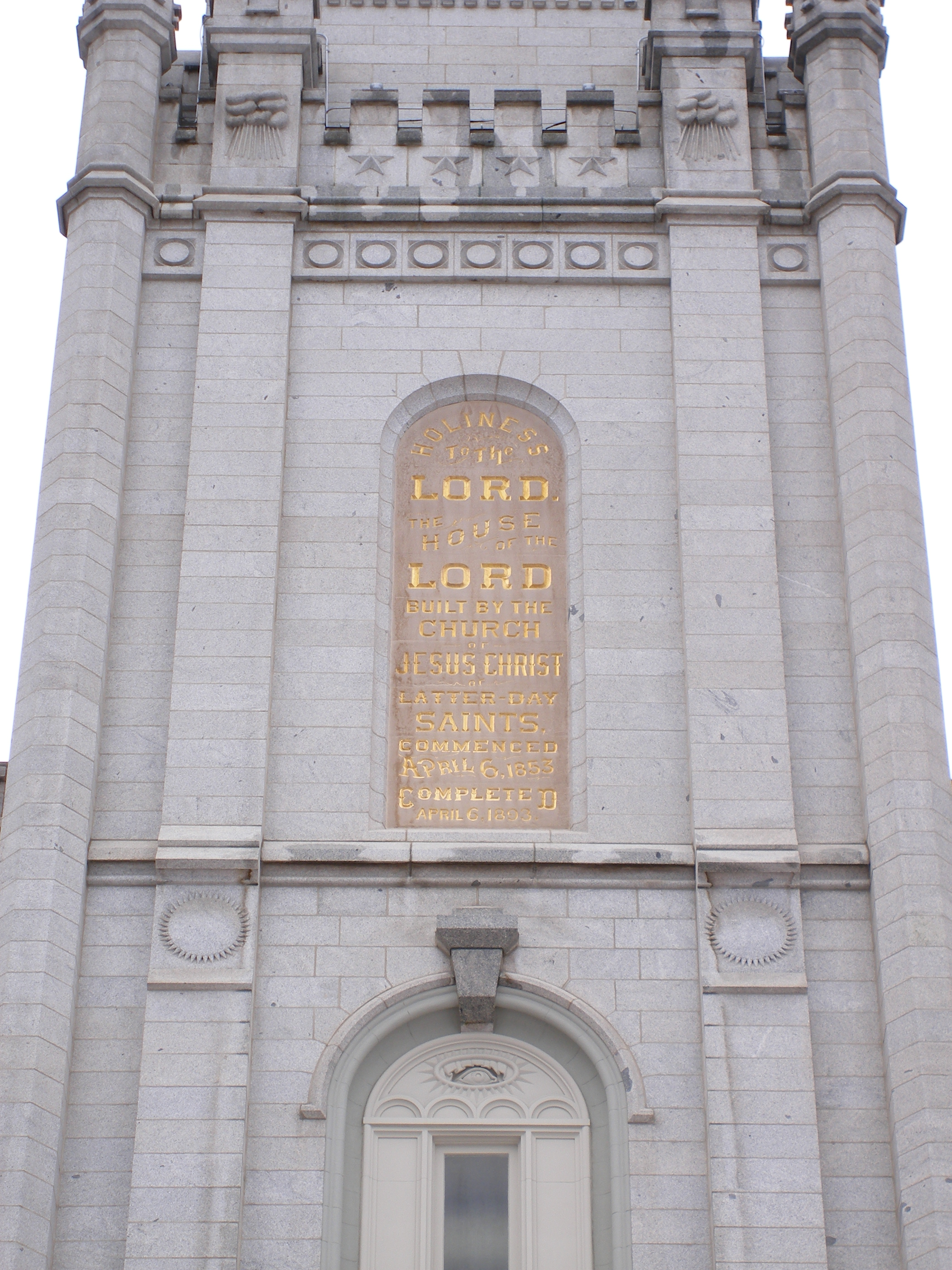
La tour côté est comportant les « nuages, les étoiles et les soleils de pierre » ainsi que l'œil de « Dieu ».

Des lunes de pierre sont situés directement au-dessus des terres de pierre. Chaque lune de pierre est représentée dans une phase différente. L'évolution de la lune représente les étapes de la progression humaine depuis la naissance, la vie, la mort et la résurrection. Il représente également le voyage de l'obscurité totale vers la pleine lumière du Christ.
Au-dessus des lunes de pierre sont les soleils de pierre, représentant la gloire céleste.
Deux nuages de pierre sont gravés au centre de la tour est, avec des rayons de lumière descendants. Le plan original comportait une pierre de couleur blanche et l'autre noire, avec des trompettes descendantes. Le parallèle de ce symbolisme se retrouve dans l'Ancien Testament. Une fois les temples consacrés dans l'Israël antique, ils furent remplis avec le « nuage du Seigneur ». Au Mont Sinaï, les enfants d'Israël virent ce nuage à la fois sombre et lumineux accompagné par le son d'une trompette.
Diverses étoiles de pierre ornent le temple. Six étoiles pointues représentent les étoiles dans le ciel. Cinq étoiles représentent les étoiles du matin, comparées aux « fils de Dieu » dans les Écritures.
Les cinq grandes étoiles verticales représentent le pouvoir de la prêtrise et les cinq petites étoiles verticales représentent la puissance salvatrice de la prêtrise pour ceux qui l’honorent.
Le centre ouest de la tour a une représentation de la constellation de la Grande Ourse. C’est le moyen utilisé par les voyageurs depuis des milliers d'années pour trouver l’étoile polaire. Cela symbolise le but du temple montrant la voie vers Dieu.
Au centre de chaque tour se trouve une poignée de main identifiant « la main droite en signe de communion », cité dans Galates 2:9. Dans Jérémie 31:32, le Seigneur l'utilise pour désigner l'alliance de la poignée de main comme un acte au cœur du culte du temple.
Au centre de chacune de ces tours est sculpté « l’œil de Dieu qui voit tout » qui représente la capacité de Dieu de voir et de connaître toutes choses.

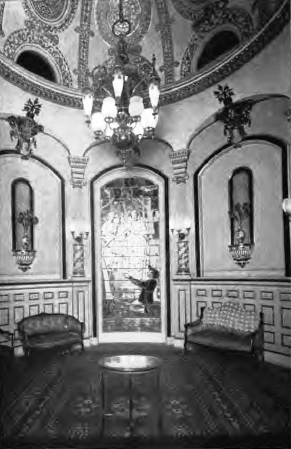
Le saint des saints, temple de Salt Lake.

## Saint des saints
Le saint des saints est le nom donné à la pièce haute du Temple de Salt Lake dans laquelle entre le Président de l’Église, agissant en tant que Président de la Haute Prêtrise, Grand Prêtre en Israël en relation directe avec Dieu le Père, selon l’interprétation des saints des derniers jours du Livre de l’Exode. Par conséquent, ce Saint des saints, dans le temple de Salt Lake est apparenté à l’intérieur du sanctuaire du Tabernacle et du Temple de Jérusalem.

## Activité

### Première Présidence
Le temple de Salt Lake est le lieu de réunion hebdomadaire de la Première Présidence et Collège des Douze Apôtres. À cet effet, il existe des salles de réunion dans le temple de Salt Lake qui n’existent pas dans les autres temples.

### Sacrements

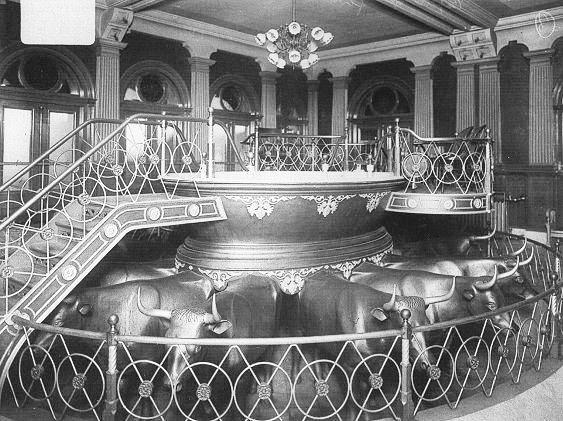
Baptistère du temple de Salt Lake City, en 1912.

Les sacrements dans le temple de Salt Lake sont les mêmes que dans tous les temples de l'Église de Jésus-Christ des saints des derniers jours. James S. Talmage et Boyd K. Packer apôtres de l'Église de Jésus-Christ des saints des derniers jours, ont chacun dans leurs écrits mentionné différents sacrements ou ordonnances du temple. On trouve mention des ordonnances et pratiques du temple également dans les Écritures (voir Doctrine et Alliances 88:137-141 ; 124:37-39)
Pour définir ce qui s'accomplit au temple, un autre apôtre de l'Église, Robert D. Hales, a déclaré :
« Le temple est la meilleure université que l'homme ait jamais possédée pour acquérir la connaissance et la sagesse au sujet de la création du monde. Les ablutions et les onctions nous disent qui nous sommes, et la dotation nous donne des instructions sur la manière dont nous devrions diriger notre vie dans la condition mortelle... La cérémonie de la dotation est un don, qui consiste en une série d'instructions sur la manière dont nous devrions vivre, et d'alliances que nous faisons de vivre en droiture en suivant notre Sauveur. »

### Visites

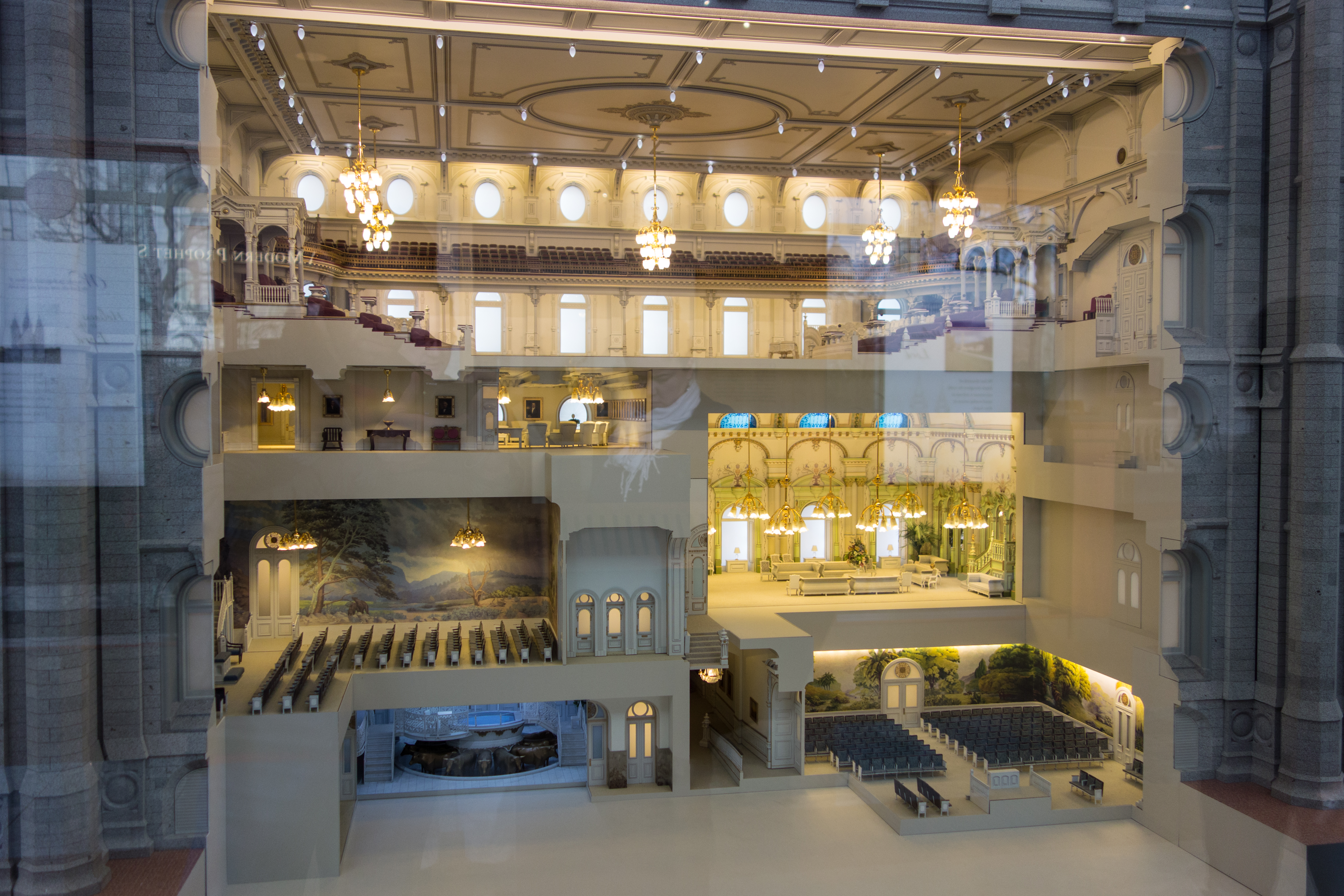
Modèle en coupe montrant l'aménagement intérieur du temple.

Bien qu'il n'existe pas de visites guidées à l'intérieur du temple (parce qu'il est considéré comme sacré par l'Église et ses membres, une recommandation est nécessaire), les jardins du temple sont ouverts au public et sont une attraction touristique populaire. En raison de sa proximité du siège de l’Église et de son importance historique, il est fréquenté par beaucoup de fidèles de nombreuses parties du monde.